# كبير بن حبيب الهزاني
كبير بن حبيب الهزاني أمير ربيعة في عصره، يكنى أبا هيثم، وهو أحد الاثرياء الذين تولوا كسوة الكعبة حيث (كسى الكعبة 3 مرات). كان فارساً وجيهاً ذو هيبه اشتهر بالحكمة والصدق والامانة والوفاء بالعهد وكان أحد فرسان العرب الذين تصدوا لجيش ابرهة الحبشي عام الفيل) كما كان ثرياً يملك ضياع ومراعي واسعة تمتد من الطائف إلى بيشة وكان شريكاً لـ الوليد بن المغيرة في تجارة الخيول العربية.

## نسبه
ابوه : حبيب بن ربيعـه بن هيثم بن سعدن  
امه: فلوة بنت تيم الله بن مبشر من قبيلة  أكلب